# Jhilmar Lora
Carlos Jhilmar Lora Saavedra (* 24. Oktober 2000 in Callao) ist ein peruanischer Fußballspieler.

## Frühes Leben
Lora wuchs in einer fußballbegeisterten Familie und entwickelte daher schon in jungen Jahren eine Leidenschaft für den Sport. Bereits im Alter von vier Jahren besuchte er die Fußballakademie von Sporting Cristal.
Dort wurde er von Nill Gonzáles, Bruno Ferreira und Hitzvan Tazayaco trainiert. In den acht Jahren, die er für die Jugendmannschaften spielte, gewann er viele Turniere.
Während seiner ersten Saison bei den Herren (2016) wurde er Meister mit der zweiten Mannschaft in der Apertura und der Clausura. Zudem gewann er mit dem Team die Copa Modelo Centenario. In seiner zweiten Saison (2017) wurde er Meister mit der zweiten Mannschaft in der Apertura und gewann das U17-Clausura-Centennial-Turnier. Im Finale erzielte Lora den Treffer zum 3:2-Sieg über Alianza Lima. Eine Woche später unterlag man im Finale der U17-Meisterschaft dem Team von Universitario de Deportes mit 0:2. 2018 wurde er erneut Meister der Apertura mit der zweiten Mannschaft. 2019, in seiner letzten Saison mit der zweiten Mannschaft, wurde er wiederum Meister in der Apertura. Lora stieg Mitte des Jahres in die erste Mannschaft auf, spielte jedoch mit der zweiten Mannschaft um die Copa Libertadores, wo man die Gruppenphase nicht überstand.

## Vereinskarriere

### Sporting Cristal – 2019-2021: Aufstieg in die erste Mannschaft
Am 7. August 2019 unterschrieb er seinen ersten Profivertrag. Mit 19 Jahren und 16 Tagen debütierte er mit der ersten Mannschaft im Meisterschaftsspiel gegen FBC Melgar, als er in der 61. Minute für Renzo Revoredo eingewechselt wurde. In der Saison 2020 stand er viermal in der Startelf und wurde am Ende der Saison mit dem Verein peruanischer Meister.
Am 31. Januar 2021 bestätigte Sporting Cristal die Vertragsverlängerung mit Lora bis Ende 2023. Am 13. März 2021 gab er Christopher González erstmals eine Torvorlage zum 4:0-Endstand am ersten Spieltag gegen Deportivo Binational. Am 21. April 2021 debütierte er in der Copa Libertadores bei der 0:3-Niederlage gegen den FC Sao Paulo, als er in der 82. Minute eingewechselt wurde. Am 14. Juli 2021 debütierte er in der Copa Sudamericana im Achtelfinale gegen Arsenal de Sarandí (2:1). Sein Klub zog ins Viertelfinale ein, wo man im Hinspiel mit 1:3 und im Rückspiel 0:1 gegen Peñarol verlor.

## Nationalmannschaft
Am 27. April 2021 gab Trainer Ricardo Gareca einen 50 Spieler umfassenden erweiterten Kader für die Copa América 2021 bekannt, dem auch Jhilmar Lora angehörte. Am 21. Mai wurde er erstmals zum WM-Qualifikationsspiel 2022 gegen Kolumbien und Ecuador berufen, kam jedoch nicht zum Einsatz. Am 10. Juni wurde er für die Copa América in Brasilien nominiert. Im Viertelfinalspiel gegen Paraguay, debütierte Lora in der Nationalmannschaft, als er in der 92. Minute Aldo Corzo ersetzte. Das Spiel endete mit einem 4:3-Sieg von Peru im Elfmeterschießen nach 3:3 in der regulären Spielzeit. Lora war damit der erste peruanische Spieler, der im 21. Jahrhundert geboren wurde und in einer Copa América debütierte. Im Halbfinale gegen Brasilien (0:1) und dem Spiel um Platz 3 gegen Kolumbien (2:3) wurde Lora ebenfalls für Corzo eingewechselt und man belegte am Ende den vierten Platz im Wettbewerb. Am 29. August wurde er für die WM-Qualifikation 2022 gegen Uruguay, Venezuela und Brasilien berufen, kam jedoch nicht zum Einsatz. Am 24. September 2021 wurde er für die Spiele gegen Chile, Bolivien und Argentinien nominiert. Bei der 0:1-Niederlage gegen Argentinien stand er in der Startelf.

## Profil als Spieler
Jhilmar Lora spielt oft als Rechtsverteidiger und wurde als „ein großes Talent des peruanischen Fußballs“ beschrieben. Mit seinem starken Antritt und seinen kreativen Fähigkeiten bringt er sich als Rechtsfuß in Position oder zieht nach innen und bedient seine Mitspieler.
Er gilt als einer der besten Verteidiger des peruanischen Fußballs. Trotz physischer Unterlegenheit ist er ein starker Kopfballspieler in der Defensive. Er ist zudem stark im Angriffsspiel. Neben seinen defensiven Fähigkeiten und seiner Teamfähigkeit fühlt sich wohl im Ballbesitz, besitzt eine gute Technik und ein gutes Auge für den Nebenmann.
Lora wurde für sein technisches Können und die Fähigkeit, sowohl in der Offensive als auch in der Verteidigung zu spielen, sowie für Vielseitigkeit im Flügelspiel bereits ausgezeichnet. In seiner Jugend spielte er oft als Innenverteidiger, während er sich später als Außenverteidiger etablierte. Aufgrund seines breiten Spektrums an Fähigkeiten hat ihn sein Trainer von Sporting Cristal, Roberto Mosquera, mit einem der besten peruanischen Verteidiger, Nolberto Solano, verglichen. Weiterhin beschrieb er ihn als "einen ausgezeichneten und interessanten Spieler im peruanischen Fußball". Im Jahr 2021 beschrieb ihn Julio César Uribe als "einen Spieler von internationalem Format, den Peru hervorgebracht hat". Lora wurde auch gelegentlich in der Verteidigung eingesetzt.